# デイヴィッド・ミラー (哲学者)
デビッド・W・ミラー（David W. Miller、1942年8月19日 - ）は、イギリスの哲学者。
カール・ポパーの影響を受けた批判的合理主義者。
ウォーリック大学哲学部準教授（Reader）。イギリス科学哲学協会（British Society for the Philosophy of Science）名誉監査役。
彼はケンブリッジのウッドブリッジスクールとピーターハウスで教育を受けた。 
1964年には、ロンドン・スクール・オブ・エコノミクスで論理学と科学的方法を学び、カール・ポパーの助手となった。

## デイヴィッド・ミラーの本
- Croquet and How to Play It with Rupert Thorp, 1966
- Popper Selections, 1985
- Critical Rationalism: A Restatement and Defence, 1994
- Out of Error: Further Essays on Critical Rationalism, 2006